# Torneio Internacional Cidade de São Paulo de 2010
O Torneio Internacional Cidade de São Paulo de Futebol Feminino de 2010 foi a segunda edição da competição de seleções nacionais de futebol feminino.
Em 2010, o torneio contou com as seleções do Brasil, México, Canadá e Países Baixos e foi disputada entre 9 e 19 de dezembro.
O Canadá, mesmo sem vencer a partida final contra o Brasil, sagrou-se campeã, por ter tido o melhor saldo de gols da primeira fase. Mesmo com dois gols de Marta, um deles de placa, o Brasil não conseguiu vencer a partida.

## Regulamento
Na primeira fase, as equipes jogaram entre si, dentro do grupo em turno único, classificando-se para a próxima fase as duas equipes com o maior número de pontos ganhos no respectivo grupo.
Na fase final, a primeira e a segunda colocada do grupo 1 jogaram uma partida única, sagrando-se campeã a equipe com o maior número de pontos ganhos, considerando-se os resultados obtidos exclusivamente nesta fase.
A terceira e a quarta colocadas do grupo jogaram em partida única, sagrando-se terceira colocada do torneio a equipe com o maior número de pontos ganhos, considerando-se os resultados obtidos exclusivamente nesta fase.

### Critérios de desempate
Em caso de igualdade em pontos ganhos entre duas equipes, poderiam ser aplicados sucessivamente os seguintes critérios técnicos de desempate:
1. Maior número de vitórias
2. Maior saldo de gols
3. Maior número de gols marcados
4. Menor número de cartões vermelhos
5. Menor número de cartões amarelos
6. Sorteio público

## Equipes participantes
| Equipe        | Confederação | Títulos  |
| ------------- | ------------ | -------- |
| Brasil        | CONMEBOL     | 1 (2009) |
| Canadá        | CONCACAF     | —        |
| México        | CONCACAF     | —        |
| Países Baixos | UEFA         | —        |

## Primeira fase
| Pos. | Time          | Pts | J | V | E | D | GP | GC | SG |
| ---- | ------------- | --- | - | - | - | - | -- | -- | -- |
| 1    | Canadá        | 7   | 3 | 2 | 1 | 0 | 6  | 0  | 6  |
| 2    | Brasil        | 7   | 3 | 2 | 1 | 0 | 6  | 2  | 4  |
| 3    | Países Baixos | 3   | 3 | 1 | 0 | 2 | 5  | 9  | -4 |
| 4    | México        | 0   | 3 | 0 | 0 | 3 | 1  | 7  | -6 |

### Rodada 1
| 9 de dezembro | Canadá                                               | 5 – 0  | Países Baixos | Estádio do Pacaembu, São Paulo    |
| 19:45         | Sinclair 16', 74' · Bélanger 52' · Matheson 55', 67' | Súmula |               | Árbitro: SP Edilar Maria Ferreira |

| 9 de dezembro | Brasil                         | 3 – 0  | México | Estádio do Pacaembu, São Paulo          |
| 22:00         | Cristiane 21' · Marta 57', 61' | Súmula |        | Árbitro: SP Regildenia de Holanda Moura |

### Rodada 2
| 12 de dezembro | Brasil                         | 3 – 2  | Países Baixos               | Estádio do Pacaembu, São Paulo    |
| 16:00          | Marta 9', 66' · Gabriela 90+3' | Súmula | Van de Ven 30' · Ridder 59' | Árbitro: SP Flamarion David Volpe |

| 12 de dezembro | Canadá       | 1 – 0  | México | Estádio do Pacaembu, São Paulo       |
| 18:00          | Sinclair 22' | Súmula |        | Árbitro: SP Ulisses Antonio Zampieri |

### Rodada 3
| 15 de dezembro | México     | 1 – 3  | Países Baixos                                      | Estádio do Pacaembu, São Paulo    |
| 19:45          | Worbis 47' | Súmula | Van de Ven 9' · Van de Heiligenberg 63' · Smit 89' | Árbitro: SP Katiucia da Mota Lima |

| 15 de dezembro | Brasil | 0 – 0  | Canadá | Estádio do Pacaembu, São Paulo |
| 22:00          |        | Súmula |        | Árbitro: SP Wander Escardine   |

## Fase final

### Disputa pelo terceiro lugar
| 19 de dezembro | México     | 1 – 2  | Países Baixos               | Estádio do Pacaembu, São Paulo    |
| 15:00          | Rangel 66' | Súmula | Van de Ven 61' · Spitse 85' | Árbitro: SP Edilar Maria Ferreira |

### Final
| 19 de dezembro | Brasil               | 2 – 2  | Canadá                      | Estádio do Pacaembu, São Paulo    |
| 17:00          | Marta 54', 72' (pen) | Súmula | Bélanger 42' · Sinclair 82' | Árbitro: SP Katiucia da Mota Lima |

## Artilharia
| 6 gols (1) - BRA Marta 4 gols (1) - CAN Christine Sinclair 3 gols (1) - NLD Kirsten Van de Ven | 2 gols (5) - CAN Diana Matheson - CAN Josée Bélanger - NLD Sylvia Smit - MEX Guadalupe Worbis - NLD Claudia van de Heiligenberg | 1 gol (3) - BRA Cristiane - BRA Gabriela - NLD Chantal de Ridder |

## Premiação
| Torneio Internacional Cidade de São Paulo de Futebol Feminino de 2010 |
| Canadá                                                                |
| --------------------------------------------------------------------- |
| CANADÁ Campeã (1º título)                                             |